# Schmölln-Putzkau
Schmölln-Putzkau é um município da Alemanha localizado no distrito de Bautzen, região administrativa de Dresden, estado da Saxônia.